# 東京スタジアム補助グラウンド
東京スタジアム補助グラウンド（とうきょうスタジアム・ほじょグラウンド）は、東京都調布市にある多目的グラウンド。隣接する東京スタジアム（味の素スタジアム）のサブグラウンドである。施設は東京都が所有し、都・京王電鉄・みずほ銀行などの出資による第三セクター・株式会社東京スタジアムが運営管理を行っている。
東京スタジアム同様、命名権の売却により、呼称をアミノバイタルフィールドとしている。

## 歴史
2001年開場。補助グラウンドはそもそも、東京スタジアムが日本陸上競技連盟第1種公認を取得するのに必要な、第3種公認の補助トラックを設置するために建設されたが、用地買収交渉の遅れなどから補助トラックを整備するのに必要な面積を確保することができず、東京スタジアムは当面は陸上競技場としての整備を見送ることとなり、補助グラウンドは主に球技を行うためのグラウンドとして使用することになった。当初は全面に天然芝が敷設され、サッカーやラグビーの地域リーグクラスの大会も行われた。

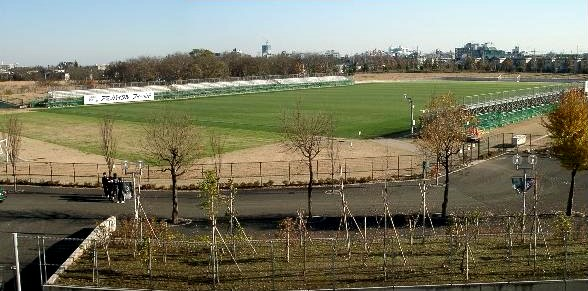
天然芝時代のアミノバイタルフィールド（2003年12月）

2002年、味の素が東京スタジアムの命名権を取得した際、補助グラウンドにも「アミノバイタルフィールド」の呼称が付与された。「アミノバイタル」とは、同社の健康食品（サプリメント）のブランド名。
2005年の開場5周年を機に、グラウンドがロングパイル人工芝ハイブリッドターフに張り替えられた。敷設に際し関東学生アメリカンフットボール連盟からの支援を受け、ピッチにはアメリカンフットボールのラインが常設され、アメフトに特化したスコアボードも設置された。同連盟はこれを機に味の素スタジアム内に本部を移転、現在はリーグ戦のメイン会場として利用している。これらの経緯により、同連盟およびアメリカンフットボール競技に使用の優先権がある。またナイター開催に備えて4基の照明設備も併設されている。スタンドは鉄骨製で2000人程度が収容可能となっている。
サッカーの試合では部分的に人工芝のグラウンドでの試合が認められるようになったものの、Jリーグ、JFLといった全国規模のサッカー大会では現状天然芝のみでしか開催が許可されていない。この為、2004年まで開催されたJFLの公式戦（佐川急便東京SC、横河武蔵野FC、国士舘大学サッカー部など）の試合が開催されなくなった。後述の「西競技場」が完成したことにより、2012年度は横河主催の試合の一部や関東大学サッカーリーグ・日本女子サッカーリーグ（なでしこリーグ・チャレンジリーグ）を西競技場で行った。
クリケットの日本選手権の会場としても使用されている。
なお、東京都での2013年国民体育大会開催決定に合わせて、味の素スタジアム本体の陸上トラックの整備に加え、この補助グラウンドとは別に味スタの西側に補助トラックなどを含めた「武蔵野の森総合スポーツ施設」の整備が計画された。この補助競技場の「東京スタジアム西競技場（命名権適用中は「味の素スタジアム西競技場」）」は2012年4月1日に開設された。トラック8レーン（1周400m、収容人員2800人<うちメインスタンド座席400人>　天然芝ピッチ）で、従来の当競技場も継続して使われ、補助グラウンドは2箇所になった。
その後味の素スタジアムが公認陸上競技場から外れたため、東京スタジアム西競技場は補助グラウンドではなくなった。

## 主なエピソード
- このグラウンドが、天然芝から人工芝へ芝生の張替えをするに当たり、これまで使用した天然芝を敷島公園陸上競技場（2008年より正田醤油スタジアムに名称変更）に移し替えた。2004年まで敷島競技場は高麗芝（温暖地型）のみだったが、Jリーグの規定で常緑の天然芝を設置することが義務づけられており、ザスパ草津のJリーグ昇格に伴い芝生の張替えが必要なためであった。
- テレビ番組では、「松本人志のコントMHK」の収録が行われたことがある。
- 2018年5月6日、日本大学フェニックスと関西学院大学ファイターズの定期戦において、日大選手による危険なタックルがあり、これが後の日本大学フェニックス反則タックル問題へと発展した。
- 2019年11月より、ACミランアカデミー東京のメイングラウンドとなっている[4]。ミランより派遣されているテクニカルディレクターは、セリエAで100試合以上の出場歴を持つマヌエル・ベッレーリ氏。

## 交通

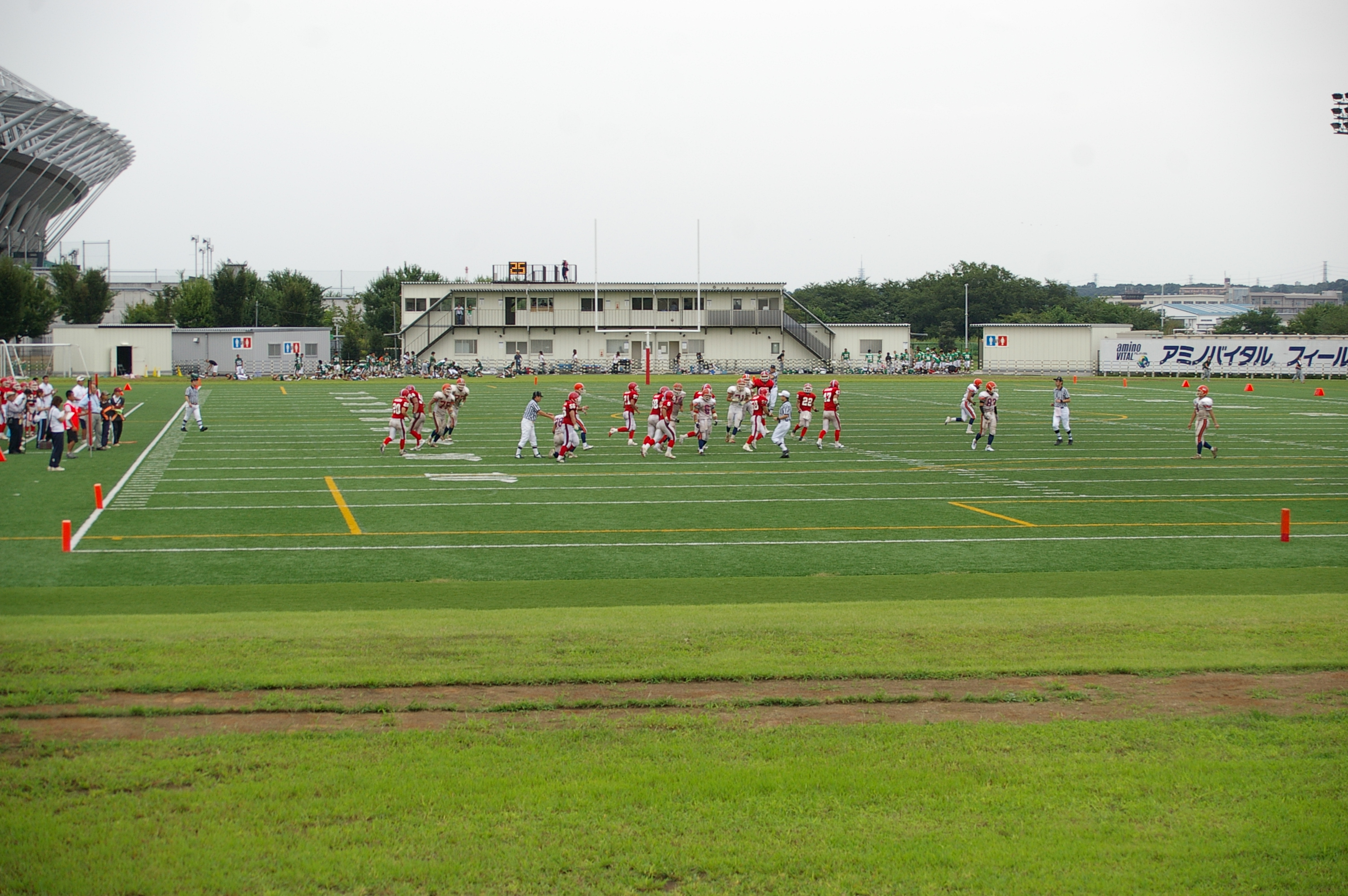
アミノバイタルフィールド

- 東京スタジアムの項を参照。